# Holleke Bolleke
Holleke Bolleke is het 69ste album uit de reeks van De avonturen van Urbanus en verscheen in 1999 voor het eerst in België.

## Het verhaal
In Holleke Bolleke komt er een nieuwe leerling in de klas. Hij heet Holleke Bolleke en is zeer dik. Om hem door de deur te krijgen moeten ze hem insmeren met olie. Urbanus haalt grappen uit met hem. Op een nacht komt er een duiveltje uit zijn oor die Urbanus opstookt. Uit zijn andere oor komt er een engeltje die Urbanus en Holleke Bolleke vrienden wil laten worden. Urbanus draait zich op zijn rechterzijde waardoor het duiveltje niet meer naar binnen kan. Het engeltje heerst nu en Holleke Bolleke en Urbanus worden vrienden. Door zijn overgewicht sterft Bolleke plots en Urbanus ziet hem na zijn dood overal : in een vliegtuig, een lamp, het portret van Fillemon,... Maar ook in de brievenbus van de belastingen. Die neemt hij mee en daardoor wordt hij opgepakt door de politie. Hij wordt ter dood veroordeeld en een beul snijdt sneetjes van zijn hoofd. Urbanus trekt zijn hersenen in waardoor hij het overleeft. Hij geeft de beul een klap in zijn gezicht en de rest van de familie Urbanus doet mee. De beul en de politie vluchten en Urbanus bindt Holleke Bolleke vast aan een touwtje. Cesar en Eufrazie zien alleen een rechtopstaand touwtje waardoor Bolleke twijfelt of hij wel echt op aarde is.